# Camembert (ser)

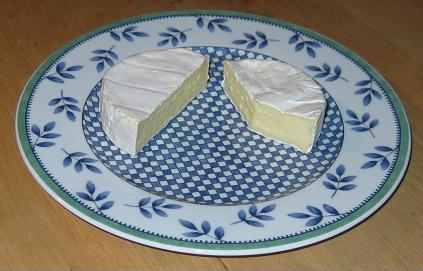
Ser typu camembert

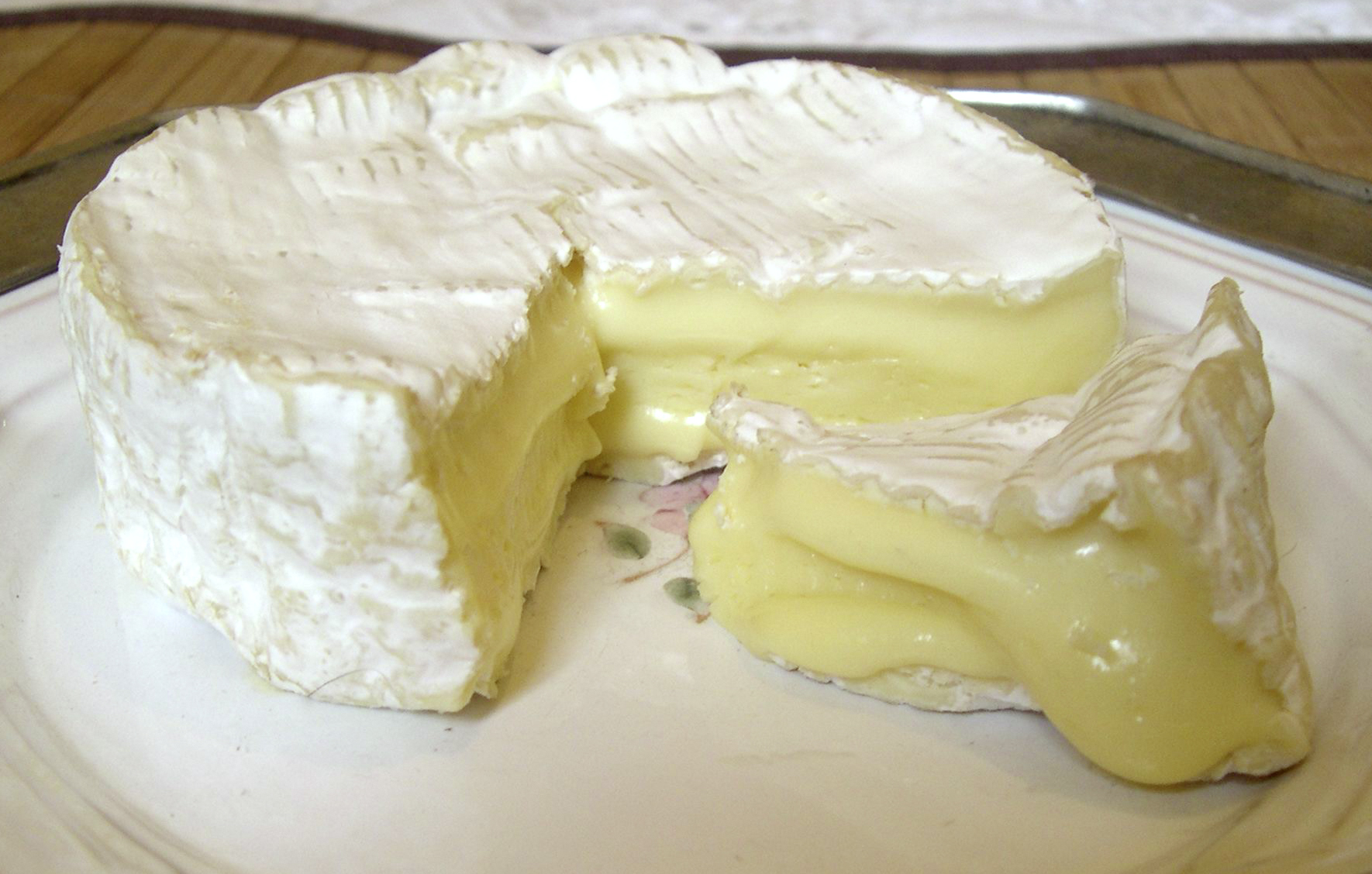
AOC Camembert de Normandie

Camembert, kamamber – miękki ser podpuszczkowy. Nazwa sera pochodzi od wsi o tej samej nazwie w departamencie Orne, w Normandii, gdzie w 1791 r. opracowano ścisłą recepturę produkcji tego sera.
Oryginalny camembert jest produkowany z niepasteryzowanego mleka krowiego. W procesie dojrzewania dzięki grzybom pleśni z gatunku Penicillium camemberti pokrywa się charakterystyczną białawą pleśnią. Oryginalny camembert jest formowany w krążki o masie ok. 250 g i pakowany w papier i pudełko.
We Francji prawo do nazwy Camembert ma tylko kilkuset wytwórców z departamentu Orne, którzy są poddawani szczegółowej kontroli jakości, w ramach systemu apelacyjnego (AOC – Appelation d’origine contrôlée; kontrolowanej nazwy pochodzenia) podobnego do systemu apelacji winiarskich. W Polsce jest kilku producentów, np. Bongrain (Turek). Czeski odpowiednik nazywa się hermelín. Przed wojną popularny był ser Słupski chłopczyk, obecnie produkowany w Bawarii. Próba odnowienia tradycji w Słupsku nie udała się.
Oryginalny camembert jada się zawsze świeży (maksimum tydzień od daty produkcji). Powinien być sprężysty przy lekkim naciskaniu, mieć wewnątrz barwę kremową (a nie żółtą) i fakturę porowatą, bez nacieków. Nacieki, ostry zapach zgnilizny i żółta barwa świadczy o tym, że ser się popsuł i zasadniczo nie nadaje się już do spożycia – choć istnieją osoby, którym stary, przejrzały ser smakuje bardziej od świeżego.
Camembert można smażyć (panierowany lub bez panierki) lub piec, podawać np. z żurawinami. Można też marynować (po czesku nakládaný hermelín).

## Wartość odżywcza
Zawartość składników odżywczych w 100 g:
- wartość energetyczna – 299 kcal – jest to produkt wysokokaloryczny, ze względu na wysoką zawartość tłuszczów,
- węglowodany (jako różnica) – 0,5 g – wśród serów, jedynie brie i gruyere mają mniej węglowodanów,[potrzebny przypis]
- białko – 20 g, co stanowi bogate źródło białka na tle innych produktów spożywczych,
- błonnik – nie zawiera błonnika, podobnie jak inne sery,
- tłuszcze – 24 g, z czego 15 g to tłuszcze nasycone, a 8 g to tłuszcze nienasycone,
- cholesterol – 72 mg[2], co wpisuje się w średnią jego zawartość w różnych serach[potrzebny przypis],
- witaminy – wśród serów, jest to jedno z najbogatszych[potrzebny przypis] źródeł witamin z grupy B (szczególnie B2, B5, B6 i kwas foliowy).